# Valget i Tyskland 1907
Valget i Tyskland 1907 blev afholdt 25. januar 1907 og var det 12. føderale valg i Tyskland efter den tyske rigsgrundlæggelse. Valgdeltagelsen var på 84.7%.

## Resultater
| Parti                                                      | Mandater |
| ---------------------------------------------------------- | -------- |
| Det katolske centerparti                                   | 105      |
| Konservative (DK - Deutschkonservativen)                   | 60       |
| Nationalliberale (NL - Nationalliberalen)                  | 54       |
| SPD                                                        | 43       |
| Liberale (FVP - Fortschrittliche Volkspartei)              | 28       |
| Konservative nationalister (DRP - Deutsche Reichspartei)   | 24       |
| Den polske liste (P - Polen)                               | 20       |
| Antisemitter (AS - Antisemiten)                            | 16       |
| Liberale (FV - Freisinnige Vereinigung)                    | 14       |
| Bondeforbundet (BL - Bund der Landwirte)                   | 8        |
| Franske og elsassiske regionaliser (A - Asatianen)         | 7        |
| Nationalisterne (DVP - Deutsche Volkspartei)               | 7        |
| Næringslivspartiet (WV - Wirtschaftspartei)                | 5        |
| Andre                                                      | 3        |
| Deutsch-Hannoversche Partei (DHP - hannoverske loyalister) | 1        |
| Bayerische Bauern Bund (BBB - agrarister)                  | 1        |
| Den danske liste (D - Dänen)                               | 1        |
| Totalt                                                     | 397      |